# Unter unserem Himmel
Unter unserem Himmel ist eine Dokumentarfilmreihe, die vom Bayerischen Rundfunk produziert und sonntags im BR Fernsehen ausgestrahlt wird. Einzelne Beiträge werden von anderen der ARD angeschlossenen Sendern übernommen. Es ist die älteste noch bestehende Dokumentarfilmreihe im deutschen Fernsehen.

## Konzept
In Unter unserem Himmel werden in loser Reihenfolge folgende meist auf den Freistaat Bayern, aber auch den umliegenden Alpenraum (z. B. Nord- und Südtirol), bezogene Themen vorgestellt:
- Damals (unter anderem Kindheit in Bayern)
- Bauen und Bewahren (u. a. Topographie)
- Handwerk und Arbeit
- Kochgeschichten
- Musik und Bräuche
- Natur und Berge
- Stadt, Land und Menschen
- Volkstheater und Spielfilm

## Geschichte
Der erste Film wurde am 18. November 1969 ausgestrahlt: „Die Eiger-Nordwand“ von Lothar Brandler mit seinem Kameramann Gerhard Baur, der inzwischen selbst eine Vielzahl von Beiträgen über die Hochgebirge Europas und Asiens gedreht hat und als einer der renommiertesten Bergfilmer der Welt gilt. Seitdem wurden innerhalb von 50 Jahren mehr als 2500 Filme gezeigt.

## Besetzung
Einige bekannte Filmemacher haben ihre Laufbahn bei „Unter unserem Himmel“ begonnen. Zu den derzeitigen und ehemaligen Autoren zählen: Percy Adlon, Jo Baier, Sepp Eibl, Gerhard Baur, Sybille Krafft, Dieter Wieland, Alexander Samsonow, Martin Lippl, Paul Enghofer, Steffi Kammermeier, Heio Letzel, Annette Hopfenmüller, Gerald Groß, Meinhard Prill, Matti Bauer, Josef Schwellensattl, Peter Kropf, Klaus Röder, Ludwig Ott, Sylvia von Miller und Corbinian Lippl.

## Titelmusik
Zum Vorspann erklingt der Beginn des Volksmusik-Stücks Üba d’Alma, da gibt’s Kalma (hochdeutsch Auf der Alm, da gibt es Kälber) von Kiem Pauli in einer Version für Zither und Violine.